# Concurso de deletreo

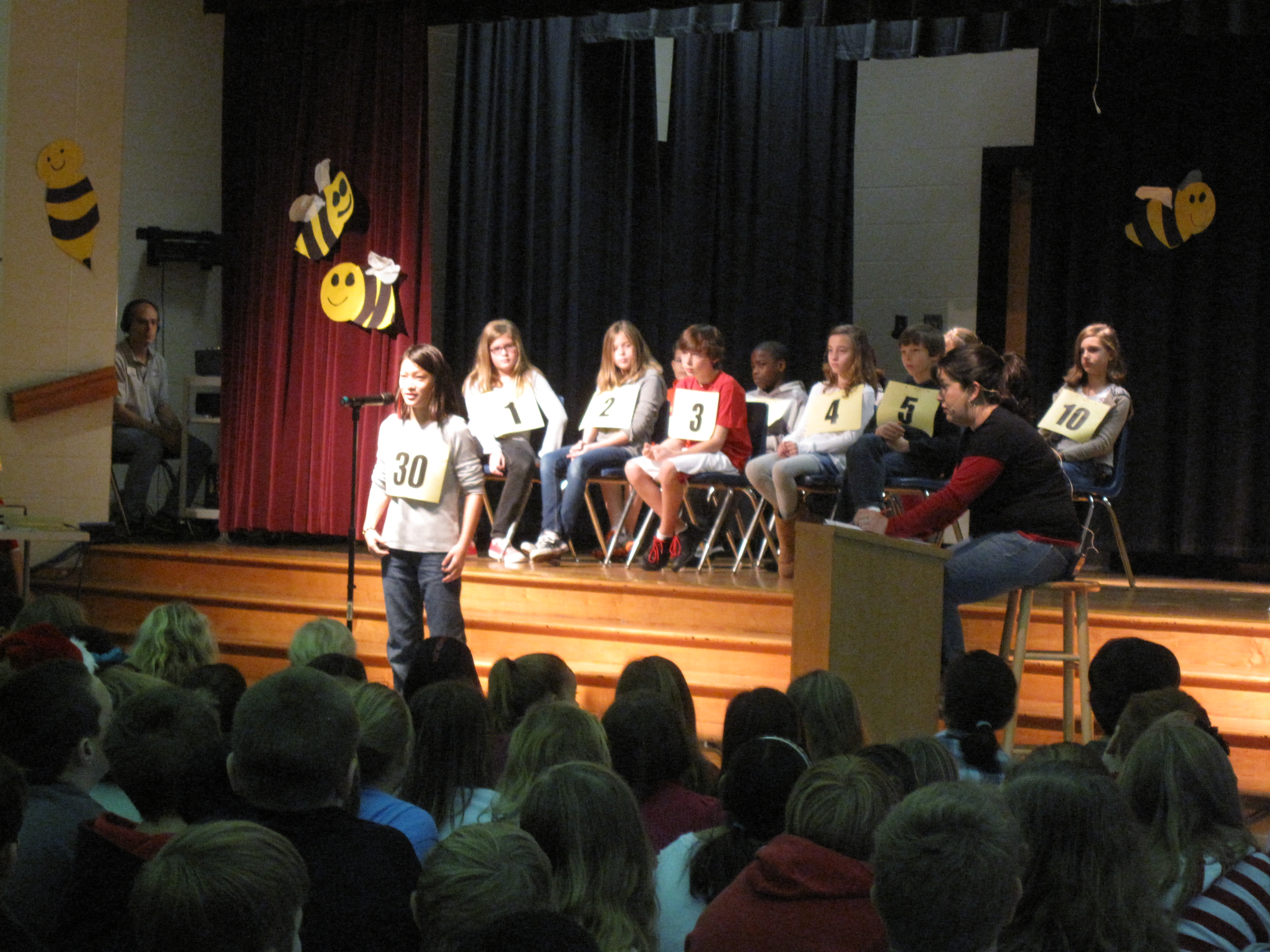
Un concurso de deletreo en una escuela primaria en Estados Unidos.

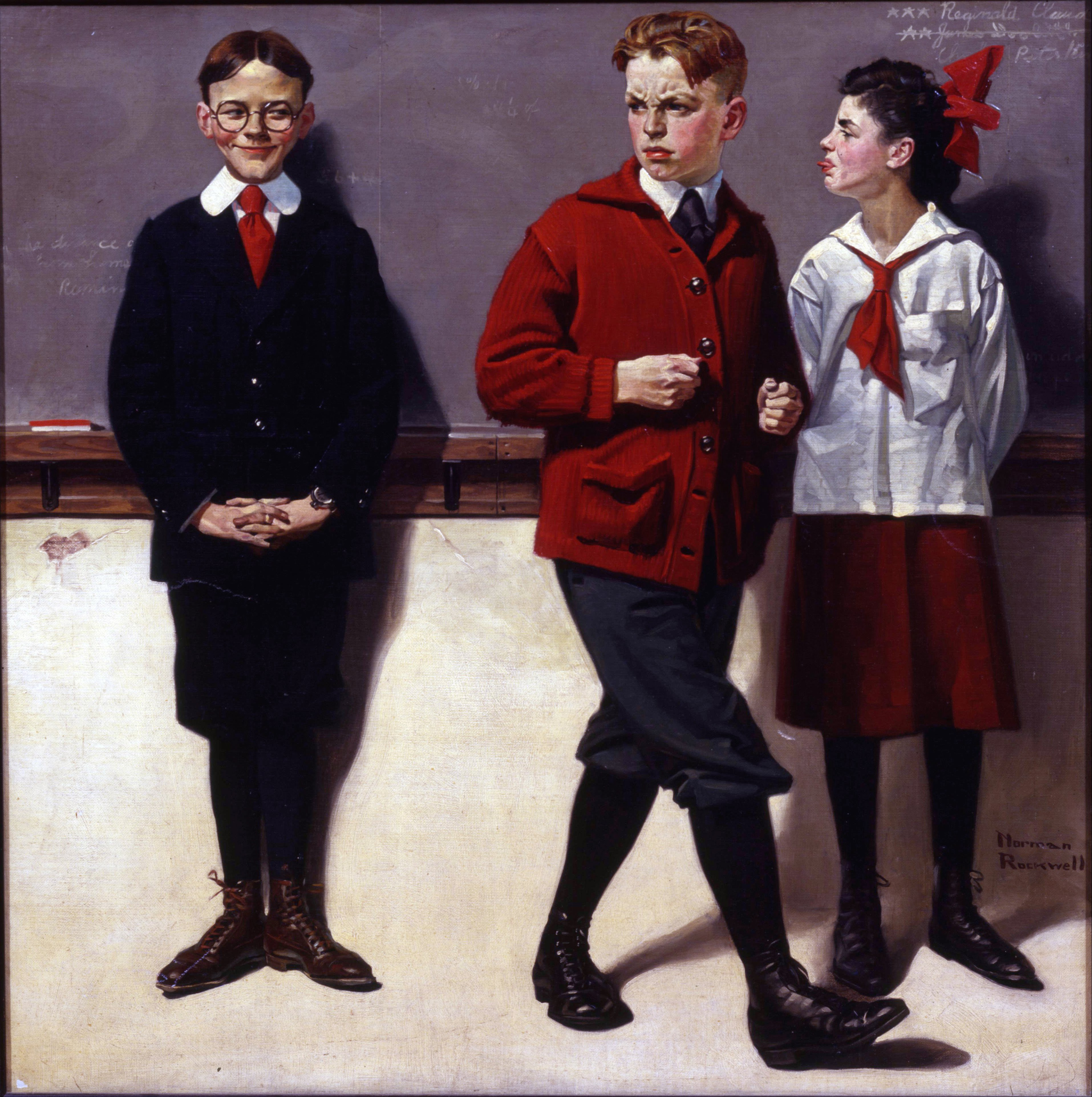
"Primo Reginald deletrando Peloponeso". Norman Rockwell, 1918.

Un concurso de deletreo, más conocido por su nombre en inglés spelling bee, es una competición  en la que sus participantes deben deletrear una amplia selección de palabras, generalmente con distintos grados de dificultad. Para competir, los concursantes tienen que memorizar la ortografía de las palabras tal como están escritas en el diccionario y recitarlas delante de un jurado.
La competencia se originó en Estados Unidos, país donde tiene una amplia difusión y seguimiento, en parte debido a que la complejidad de la ortografía irregular que maneja la lengua inglesa. No obstante, el concepto se ha exportado a otros países e idiomas, como el hindi o el neerlandés.

## Historia
El primer concurso de spelling bee del que se tiene registro se originó en Louisville, Kentucky, en 1925. Por aquel entonces, en Estados Unidos era habitual que los docentes enseñaran a sus alumnos a deletrear el vocabulario, como una forma de motivar a los estudiantes a aprender la ortografía estandarizada del inglés estadounidense. Además, algunos libros y diccionarios como el An American Dictionary of the English Language de Noah Webster estaban redactados directamente para dicha función, con los términos separados el sílabas y en letras para favorecer la comprensión de los estudiantes.
A comienzos del siglo XX, el periódico local de Louisville The Courier-Journal organizó un concurso de deletreo para los alumnos y escolares de la ciudad, siendo el primer vencedor Frank Neuhauser, de 11 años de edad. En las ediciones posteriores, el concurso pasó a celebrarse de forma anual, transcurriendo la final en la capital Washington D. C. y estableciendo que los concursantes no podían sobrepasar el límite de edad de 14 años. En 1941, poco tiempo antes de que EE. UU. entrase en la Segunda Guerra Mundial, la E. W. Scripps Company adquirió los derechos de la competencia, que pasó a denominarse Scripps National Spelling Bee. A partir de 1946, el Scripps National Spelling Bee se ha celebrado de forma ininterrumpida, compitiendo en dicho concurso los 50 mejores concursantes de cada Estado de Estados Unidos, así como varios participantes procedentes de Canadá, Bahamas, Nueva Zelanda y otros países europeos. 
El primer concurso sénior de spelling bee se celebró en Cheyenne, Wyoming, en 1996. En esta ocasión, podían participar aquellos concursantes de más de 50 años de edad.